# Achta Saleh Damane
Achta Saleh Damane är en tchadisk journalist och politiker.
Damane blev utrikesminister 30 juni 2019 efter att tidigare ha varit utbildningsminister.

## Karriär
Damane har haft flera befattningar i den tchadiska regeringen, bland annat vice ordförande för kommunikationsrådet, utrikesminister, och generalsekreterare för kommunikationsministeriet.
Från 9 november 2018 till 30 juni 2019 var Damane minister för nationell utbildning och medborgarfrämjande.